# Sufflamen fraenatum
Espèce
Synonymes
- Balistes capistratus Shaw, 1804
- Balistes fraenatus Latreille, 1804
- Sufflamen capistratus (Shaw, 1804)
- Sufflamen fraenatus (Latreille, 1804)
- Sufflamen freanatus (Latreille, 1804)
- Sufflamen frenatus (Latreille, 1804)

Statut de conservation UICN

 LC  : Préoccupation mineure
Le Baliste masqué (Sufflamen fraenatum) est une espèce de poisson osseux de la famille des Balistidés.